# 千岭乡
千岭乡，是中华人民共和国安徽省安庆市宿松县下辖的一个乡镇级行政单位。

## 行政区划
千岭乡下辖以下地区：
竹墩村、木梓村、千岭村、九庙村、毛坝村、平岗村、张庙村、新前村、汪岭村、孙岭村和雨福村。